# 個人中心治療
以人為中心治療（Person-Centered Therapy）是由卡爾·羅哲斯（Carl Rogers）於二十世紀四、五年代在美國所創立的一個心理治療取向，或會被稱為「非指導式治療」、「當事人中心治療法」。與精神分析學派有很大的分別，強調人的正面成長和發展，並且非常著重治療師本身的態度如「一致」（Congruence）、「真誠」（Genuineness）、「無條件正向看重」（Unconditional Positive Regard）和「同理心／共情理解」（Empathic Understanding）等，而非治療的技巧。
而且羅哲斯亦提出治療應由案主洞察自己的問題，而非如傳統精神分析治療等由治療師主導治療過程。

## 主要概念
以人為中心治療強調以下六個概念：
1. 真誠的治療關係：治療師與案主之間的關係建立在無批判性及無強制指導性的治療環境下。
2. 積極回應 (positive feedback) ：治療師的真誠，而非假裝關注案主個人的問題。
3. 無條件正向看重 (unconditional positive regard)：對案主的陳述，不帶批判性的態度，亦不作反對或贊成，僅去接納和認同、關懷案主。治療師在諮商過程中，應給案主正向感受。
4. 同理心/共情理解 (empathic understanding)：治療師傾聽案主自述後，站在案主的角度，設身處地的體會案主的內心世界。
5. 溝通：事主能夠接收到治療師的理解和接納。
6. 真摯一致性：諮商師能感受到案主內在感受，並諮商師能同感且如實替代案主表達出其感受。

## 起源與發展
以人為中心治療的理論主要源於1940年代羅吉斯所提出的人本主義心理學，當中不少概念來自存在主義的觀點，例如強調人的自由意志和責任，強調人生的意義等。
羅吉斯相信人本身是自己的專家，並且自身有能力去理解和解決自己的困難和個人成長。
在起初的階段，以人為中心治療被稱為「非指導性輔導」 （non-directive counseling），強調治療師本身的專業素養及同理、並指出治療關係是決定治療效果的最重要因素。而精神分析學派一向重視的分析理論和技巧，則被罗杰斯所批評。
之後，到了1950年代，以人為中心治療被稱為「案主中心治療(Client-centered therapy)」，強調在輔導過程中，以案主為中心的理念。而且在此階段的「案主中心治療」著重案主本身的世界觀多於澄清事主的感受。
從1950年代後期開始，直到1970年代，羅吉斯開始將理論擴展，提出治療中所需的特質和元素，並且進行大量的研究去支持「案主中心取向」的假設。
1980年代開始，「案主中心治療」開始被稱為以人為中心治療，反映出該理論已不再局限於心理治療的領域上，其取向被廣泛擴展到醫學教育、教育理論、思維設計、行銷、企業管理、工業、小組、解決分爭，甚至是世界和平等領域或議題上。
羅吉斯所強調的案主自我治癒 (self-healing) 的能力，已經成為現今心理治療上其中一項非常重要的基礎理論，以及醫學教育中以學生/學員為中心的自主學習基石理論之一。因此，現今無論治療師採取何種理論取向，都非常強調以案主為治療中心的信念，並且相信事主有能力作出決定和改變。

## 治療目標
主要目標為使事主更加獨立並有更大程度的整合。
羅吉斯亦提出了四個指標以示自我實現的程度：
- 對經驗的開放程度
- 對自己的信任程度
- 自我評估的內在動力
- 繼續成長的意願

## 人的本質
羅吉斯在他早期的著作裏已經不斷強調信任事主本身的能力來促進其個人成長，而且羅吉斯亦指出治療師只需以真實的、關顧的、不帶批判性的態度去理解和與事主溝通，事主就會發生顯著的改變和成長。
以下五點綜合羅吉斯對人的本質的看法：
- 基本上，人具有社會性、向善向上的傾向，人性是理性和切合實際的。人有力爭上游的潛能，不僅會設法維持自己的生命，同時也在追求自我實現，以及提升生活的經驗。
- 人與人之間即使潛能有差別，但每一個人都會盡力改善自己的生活。
- 人基本上是自發的，所以每個人均有機會發展和運用自己的各種能力，以引導其生活。
- 如果人處在一個不受批評與威脅的環境中，並且能客觀的省視自己的問題時，他即能對未來作出建設性的抉擇。
- 人基本上是建設性的、可信賴的、善良的。

## 應用
除了應用到個別與團體諮商外，以人為中心導向還被擴大利用於訓練專業及半專業的人事服務工作者，此一治療法對訓練實務工作者非常有用，因為它的方法相當安全而保守。它強調與當事人站在一起而非在當事人面前來為他作解釋。因此，這個治療法比那些居於指導地位的治療者對當事人作解釋、診斷、探索潛意識、分析夢境、急切地進行人格改變的方法要更加安全。對鮮少諮商心理學、人格動力學及精神病理學等學識背景的人，這種治療法也能保證當事人不會受到心理傷害。
這個治療法的基本概念很直接而且淺顯易懂；他們鼓勵個人發展內在力量，而非否定個人，也非將控制與力量集中在一個權威獨裁的結構中。它所使用的核心技巧，可以在助人專業中使用；這個技巧也是本書所討論到其他治療系統中的必備基礎；如果諮商員缺乏這種關係與溝通技巧，他們在對當事人實施治療時就不會達到顯著效果。
此外，以人為中心導向也可應用在危機處理方面。許多助人專業（例如，看護、醫療、教育、牧師等）都是各種危機處理的第一線，生活中可能導致危機的事件例如，意外懷孕、罹患疾病、失去心愛的人等等，即使協助者未受過專業的心理健康訓練，如果他們能表現上述幾種態度的話，還是可以幫上許多忙的。當人們處於危機中，第一步的處理方式就是給他們機會，並使他們能夠完全地表達自己的感受與想法，這時敏銳地傾聽與了解就非常重要。雖然一個人的危機不可能因為與協助者一兩次的接觸就得以化解。但是，這樣的接觸卻能為後來開放自己並接受協助而鋪路。如果陷於危機中的人沒有感受到為人所了解與接納，情況將會更糟，以致於這個人可能對「回到正常情況｣感到失望，爾後也不會再尋求協助。真誠的支持、關懷和不佔為己有的溫暖能夠建起一座橋樑，使人們願意設法渡過難關，化解危機，在困難中的人不需要「事情會好轉｣等虛偽的保證，但是與一個表現出真正關懷的人作心理上的接觸卻能令人感到好過些。

## 多元文化觀點下的以人為中心治療
大衛‧肯恩對以人為中心治療在多元文化下的影響做出註解：「地球這個由千萬人組成的國際大家庭，都受到羅傑斯著作的影響，以及她的同事與許多同僚的影響。他們的同僚把他及他們創新的思想與計畫散播在世界每個角落。」
以人為中心治療在多元文化下的貢獻之一，是它在跨文化人類關係上的衝擊。許多國家都在研究有關個人中心的理論與實務。以下是一些例子：
1.在許多歐洲國家，以人為中心治療不只在諮商上，同時也在教育、跨文化溝通、降低族群、政治間緊張情勢有著巨大的影響。
2.1970年代，羅傑斯與他的夥伴開始舉辦工作坊推動跨文化溝通。之後在1980年代更是在世界各地舉辦大型工作坊。
3.羅傑斯離世前不久，在莫斯科主持兩場研討會，他公開和蘇聯專業人員進行密集研討會的經驗溝通，證明他們所關心的事情，與美國專業人員團體的事情是一樣的。更重要的是，心裡氣氛在其他國家所能產生的結果，在蘇聯也會產生一樣的效果。

## 限制與批評
1.諮商師誤解以人為中心治療，過於重視傾聽與同理心，而沒有達到真正的心理治療效果，意即諮商師只給予個案支持，而沒有去著手解決他們的問題。
2.諮商師以個案為中心，卻失去了自己的個性及獨特性。若諮商師太注重個案本身，而將自己的一切隱藏在非指導的方式中，造成互動過程減少了坦誠，將使諮商師無法積極影響個案。
3.應重視諮商師「教導」的角色，每個人都有成長潛力與自我實現傾向的假定不一定正確，也不是每個個案都能信任自己內在的方向感，因此諮商師應使用語言或非語言行為引導及影響個案，使其達成目標。
4.以人為中心治療法應更強調諮商師於諮商技術上的系統化訓練，而非一直著重諮商師本身的態度。

## 外部連結
- The Association for the Development of the Person Centered Approach（页面存档备份，存于）
- The British Association for the Person Centred Approach